# Synodontis guttatus
Synodontis guttatuslà tên của một loài cá da trơn bơi lộn ngược và là loài đặc hữu của lưu vực sông Niger, Nigeria. Năm 1865, loài cá này được nhà ngư học người Đức Albert Günther mô tả dựa trên mẫu vật thu thập được ở sông Niger. Tên loài guttatus là một từ Latin mang nghĩa là "đốm". Ý chỉ những cái đốm trên vây và cơ thể chúng.

## Mô tả
Tương tự như nhiều loài trong chi Synodontis, S. caudalis xương đỉnh đầu của chúng kéo dài ra phía sau đến tia vây đầu tiên của vây lưng thì dừng lại. Hai bên đầu chúng mọc ra hai cái xương hẹp, cứng, phẳng, chiều dài hơn chiều rộng, đỉnh thì nhọn. Nhờ bộ phận này mà các nhà nghiên cứu có thể nhận dạng được loài cá này.
Chúng có 3 cặp râu. Một cặp ở hàm trên thì dài, không phân nhánh, không có màng ở nối với cơ thể ở gốc, khi mở rộng thì có chiều dài +3⁄4 chiều dài của đầu. Còn hai cặp ở dưới thì có độ dài không bằng nhau. Cặp ngoài cùng thì thì dài hơn cặp trong cùng chưa đến 2 lần và cả hai đều phân nhánh.
Tia vây đầu tiên của vây lưng và vây ngực thì cứng và có đỉnh nhọn. Ở phần lưng thì hơi cong, dài khoảng +3⁄4 chiều dài của đầu, phía trước thì mềm và phía sau thì có răng cưa. Còn ở phần ngực thì dài như vây lưng và có răng cưa ở 2 bên. Vây hậu môn thì có 3 tia vây không nhánh và 8 tia vây phân nhánh, đỉnh nhọn. Vây đuôi thì chia ra làm 2 rất rõ ràng.
Ở hàm trên thì răng của chúng có hình cái đục, còn ở hàm dưới thì có hình chữ S (hay hình cái móc). Số lượng răng ở hàm dưới thường được dùng để phân biệt các loài, ở Synodontis caudovittatus thì hàm dưới có khoảng 30 cái răng.
Cơ thể của loài cá này có màu hơi xám, có đốm tối nhỏ, lưa thưa. Vây thì có màu tối, còn gai và phần vây bị kéo dài thì có màu hơi trắng. Đuôi có màu xám trắng và có sọc đen đậm ở mỗi thùy đuôi. Râu màu trắng.
Chiều dài của chúng khi trưởng thành có thể lên đến 26 cm (10 in). Nhìn chung thì cá thể giống cái thì to hơn giống đực dù cùng lứa tuổi với nhau.
Cơ thể chúng có màu nâu và được bao phủ với nhiều đốm màu tối.
Chiều dài của chúng khi trưởng thành có thể lên đến 70 cm (28 in). Nhìn chung thì cá thể giống cái thì to hơn giống đực dù cùng lứa tuổi với nhau.

## Môi trường sống và tập tính
Trong tự nhiên, chúng chỉ sinh sống ở hạ lưu sông Niger và bị đánh bắt cho mục đích tiêu dùng của con người. Chúng bị đe dọa do môi trường sống chật hẹp và tình trạng ô nhiễm môi trường.
Hành vi sinh sản của các loài trong chi Synodontis hầu như vẫn chưa rõ, ngoại trừ việc đếm được số lượng trứng từ việc các cá thể cái. Mùa sinh sản thì có lẽ diễn ra vào mùa lũ từ tháng 7 đến tháng 10, rồi chúng bắt cặp và bơi cùng nhau đến hết mùa sinh sản. Tốc độ phát triển của chúng tăng nhanh vào năm đầu tiên rồi giảm dần theo từng năm.